# Saint-Sulpice-en-Pareds
Pour les articles homonymes, voir Saint-Sulpice et Pareds.
Saint-Sulpice-en-Pareds est une ancienne commune française située dans le département de la Vendée, en région Pays de la Loire. Le 1er janvier 2024, la commune fusionne avec Cezais et Thouarsais-Bouildroux pour former la commune nouvelle de Rives-du-Fougerais.

## Géographie

### Localisation
Le territoire municipal de Saint-Sulpice-en-Pareds s'étend sur 1 332 hectares. L'altitude moyenne de la commune est de 88 mètres, avec des niveaux fluctuant entre 63 et 111 mètres,.
Située au sud-ouest du canton de La Châtaigneraie, Saint-Sulpice-en-Pareds est une petite commune typique du bocage vendéen, traversée par trois routes départementales : la RD 31 de la Chaize-le-Vicomte à Saint-Hilaire-des-Loges, la RD 63 de la Chapelle-Thémer à la Châtaigneraie et la RD 89 de Chavagnes-les-Redoux au Busseau. 	 
La commune est sillonnée par trois cours d'eau :  le Petit Fougerais, le Vézeron et le Thouvron (ou ruisseau de la Mare des Trembles).
| Bazoges-en-Pareds     | Saint-Maurice-le-Girard |         |
|                       | Saint-Sulpice-en-Pareds | Antigny |
| Thouarsais-Bouildroux |                         | Cezais  |

### Évolution du territoire
Le 1er janvier 2024, les communes de Cezais, Saint-Sulpice-en-Pareds et Thouarsais-Bouildroux fusionnent sous le régime de la commune nouvelle, pour former la commune de Rives-du-Fougerais. Les trois anciennes communes deviennent communes déléguées. Le chef-lieu est fixé à la mairie l'ancienne commune de Thouarsais-Bouildroux.

## Urbanisme

### Typologie
Saint-Sulpice-en-Pareds est une commune rurale, car elle fait partie des communes peu ou très peu denses, au sens de la grille communale de densité de l'Insee,,,.
Par ailleurs la commune fait partie de l'aire d'attraction de la Châtaigneraie dont elle est une commune de la couronne. Cette aire, qui regroupe 12 communes, est catégorisée dans les aires de moins de 50 000 habitants,.

### Occupation des sols
L'occupation des sols de la commune, telle qu'elle ressort de la base de données européenne d’occupation biophysique des sols Corine Land Cover (CLC), est marquée par l'importance des territoires agricoles (98,1 % en 2018), une proportion identique à celle de 1990 (98,2 %). La répartition détaillée en 2018 est la suivante : 
terres arables (66,1 %), prairies (20 %), zones agricoles hétérogènes (12 %), forêts (1,8 %). L'évolution de l’occupation des sols de la commune et de ses infrastructures peut être observée sur les différentes représentations cartographiques du territoire : la carte de Cassini (XVIIIe siècle), la carte d'état-major (1820-1866) et les cartes ou photos aériennes de l'IGN pour la période actuelle (1950 à aujourd'hui).

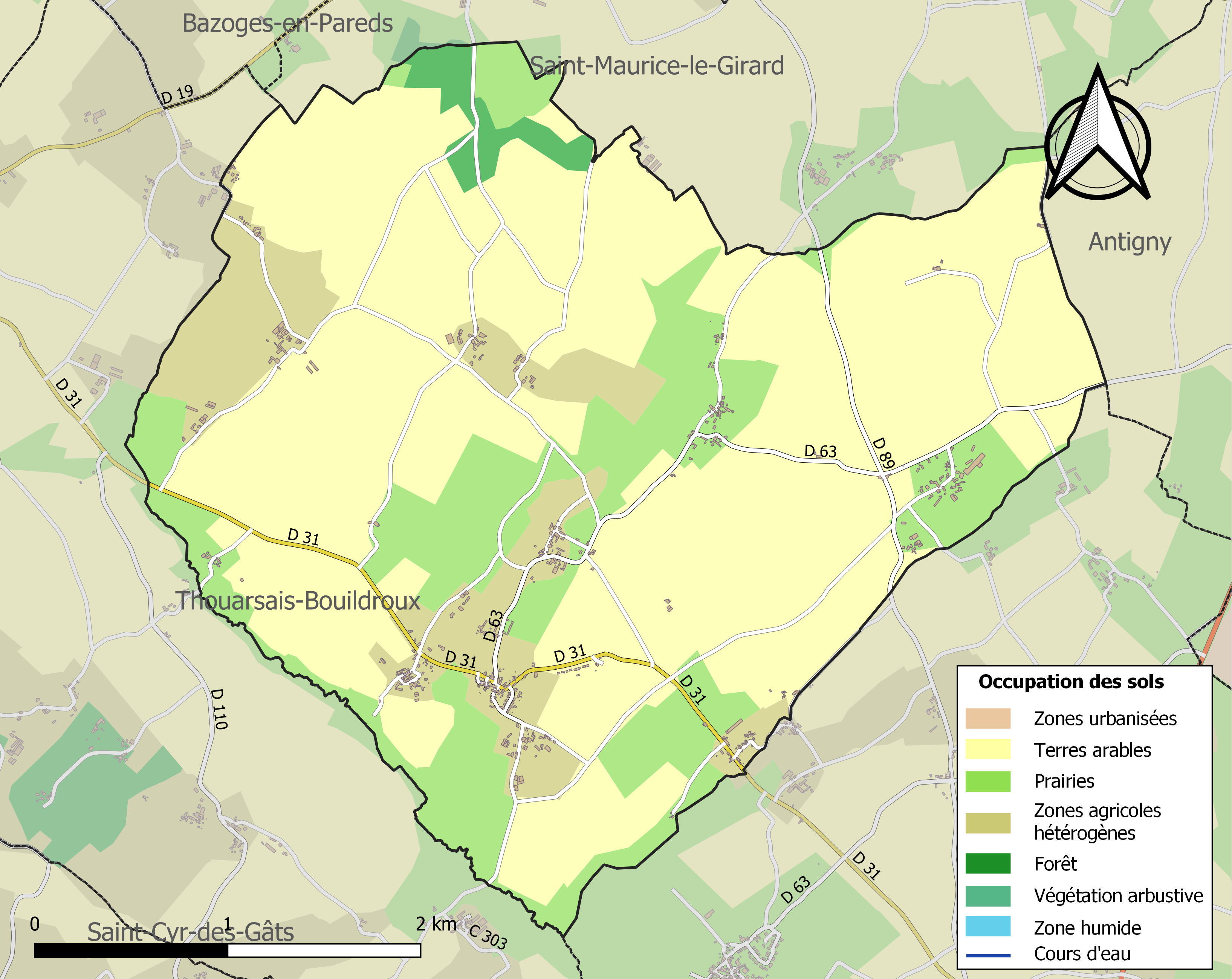
Carte des infrastructures et de l'occupation des sols de la commune en 2018 (CLC).

## Toponymie
Durant la Révolution, la commune porte le nom de La Fertile.

## Histoire
C'est à l'époque gallo-romaine que remonte la fondation du domaine appelé Barabin (du nom de son premier propriétaire) d'où est issu le bourg actuel de Saint-Sulpice. La bourgade portera ensuite successivement les noms de la Barabinière, la Barabinerie, la Court Barabine, avant de devenir Saint-Sulpice (ou Suplice) jusqu'au XIIIe siècle.
Au Moyen Âge, plusieurs seigneuries se partageaient son territoire : le Pally, la Mothe-Boislève, la Mothe-Chevalier, le Puy-Viault, la Chervinière. Toutes dépendaient de la baronnie de Vouvant, qui en recevait hommage-lige et revenus. En 1317, à la suite du redécoupage des diocèses promulgué par la bulle Salvator Noster du pape Jean XXII, la paroisse s'appelle Saint-Sulpice-d'Antigny, puis en 1685, Saint-Sulpice-Sous-Vouvant (par affiliation à ses voisines), et encore Saint-Sulpice-d'Abeille en 1698.
Relativement épargnée par les guerres de Religion, la commune a été le théâtre de plusieurs exactions durant la période révolutionnaire (pillage et incendie du château de la Mothe par les colonnes infernales du général Dufour, massacre de l'intendant du marquis de Saint-Sulpice, Philippe-Quentin de Lingier, et de 18 défenseurs, assassinat du notaire M. Blaizot). Le château a été rebâti à neuf au cours du XIXe siècle d'après le style Renaissance.
Le 1er janvier 2024, la commune fusionne avec Cezais et Thouarsais-Bouildroux pour former la commune nouvelle de Rives-du-Fougerais.

## Politique et administration

### Liste des maires
| Période                                  | Période          | Identité               | Étiquette | Qualité                                     |
| ---------------------------------------- | ---------------- | ---------------------- | --------- | ------------------------------------------- |
| Les données manquantes sont à compléter. |                  |                        |           |                                             |
| 1812                                     |                  | René Carré             |           |                                             |
| 1833                                     |                  | Jean Beland            |           |                                             |
| 1855                                     |                  | René Duret             |           |                                             |
| 1883                                     |                  | François Carré         |           |                                             |
| 1892                                     | 1921             | Clément Renou          |           |                                             |
| 1921                                     | 1937             | Auguste Coirier        |           |                                             |
| 1937                                     | 1947             | Henri Robin            |           |                                             |
| 1947                                     | 1971             | André Biré             |           |                                             |
| Les données manquantes sont à compléter. |                  |                        |           |                                             |
| 1974                                     | mars 1983        | André Biré             |           |                                             |
| mars 1983                                | mars 2008        | Jean-Claude Bély       |           | Technicien commercial                       |
| mars 2008                                | mars 2014        | Jean-Marie Porchet     |           | Conducteur de taxi                          |
| mars 2014                                | mai 2014         | Délégation spéciale    |           |                                             |
| mai 2014                                 | mai 2020         | Marie-Chantal Guyonnet |           |                                             |
| mai 2020                                 | 31 décembre 2023 | Pascal Bécot           |           | Exploitant agricole, ancien premier adjoint |

### Liste des maires délégués
| Période        | Période  | Identité     | Étiquette | Qualité             |
| -------------- | -------- | ------------ | --------- | ------------------- |
| 5 janvier 2024 | En cours | Pascal Becot |           | Exploitant agricole |

## Population et société

### Démographie

#### Évolution démographique
L'évolution du nombre d'habitants est connue à travers les recensements de la population effectués dans la commune depuis 1793. Pour les communes de moins de 10 000 habitants, une enquête de recensement portant sur toute la population est réalisée tous les cinq ans, les populations de référence des années intermédiaires étant quant à elles estimées par interpolation ou extrapolation. Pour la commune, le premier recensement exhaustif entrant dans le cadre du nouveau dispositif a été réalisé en 2008.

En 2021, la commune comptait 435 habitants, en évolution de +3,08 % par rapport à 2015 (Vendée : +5,33 %, France hors Mayotte : +2,11 %).
| 1793 | 1800 | 1806 | 1821 | 1831 | 1836 | 1841 | 1846 | 1851 |
| ---- | ---- | ---- | ---- | ---- | ---- | ---- | ---- | ---- |
| 700  | 599  | 506  | 688  | 735  | 712  | 713  | 776  | 709  |

| 1856 | 1861 | 1866 | 1872 | 1876 | 1881 | 1886 | 1891 | 1896 |
| ---- | ---- | ---- | ---- | ---- | ---- | ---- | ---- | ---- |
| 684  | 689  | 688  | 719  | 721  | 768  | 796  | 775  | 758  |

| 1901 | 1906 | 1911 | 1921 | 1926 | 1931 | 1936 | 1946 | 1954 |
| ---- | ---- | ---- | ---- | ---- | ---- | ---- | ---- | ---- |
| 745  | 742  | 708  | 636  | 642  | 574  | 597  | 572  | 550  |

| 1962 | 1968 | 1975 | 1982 | 1990 | 1999 | 2006 | 2008 | 2013 |
| ---- | ---- | ---- | ---- | ---- | ---- | ---- | ---- | ---- |
| 544  | 510  | 461  | 430  | 378  | 381  | 388  | 390  | 417  |

| 2018 | 2021 | - | - | - | - | - | - | - |
| ---- | ---- | - | - | - | - | - | - | - |
| 434  | 435  | - | - | - | - | - | - | - |

#### Pyramide des âges
En 2018, le taux de personnes d'un âge inférieur à 30 ans s'élève à 32,3 %, soit au-dessus de la moyenne départementale (31,6 %). À l'inverse, le taux de personnes d'âge supérieur à 60 ans est de 30,2 % la même année, alors qu'il est de 31,0 % au niveau départemental.
En 2018, la commune comptait 227 hommes pour 207 femmes, soit un taux de 52,30 % d'hommes, largement supérieur au taux départemental (48,84 %).
Les pyramides des âges de la commune et du département s'établissent comme suit.
| Hommes | Classe d’âge | Femmes |
| ------ | ------------ | ------ |
| 2,6    | 90 ou +      | 1,4    |
| 11,9   | 75-89 ans    | 14,0   |
| 14,5   | 60-74 ans    | 15,9   |
| 18,9   | 45-59 ans    | 21,7   |
| 18,1   | 30-44 ans    | 16,4   |
| 13,2   | 15-29 ans    | 12,6   |
| 20,7   | 0-14 ans     | 17,9   |

| Hommes | Classe d’âge | Femmes |
| ------ | ------------ | ------ |
| 0,8    | 90 ou +      | 2,2    |
| 8,7    | 75-89 ans    | 11,1   |
| 20,3   | 60-74 ans    | 21,3   |
| 20     | 45-59 ans    | 19,4   |
| 17,5   | 30-44 ans    | 16,8   |
| 15     | 15-29 ans    | 13,2   |
| 17,7   | 0-14 ans     | 16,1   |

## Culture locale et patrimoine

### Lieux et monuments
L'église Saint-Sulpice, édifiée aux XIVe et XVe siècles, fut détruite en partie à la Révolution, puis restaurée au XIXe siècle. Elle s'inspire de l'architecture gothique. À côté de son clocher monumental, elle possède, sur un de ses piliers sud, un cadran solaire.
Le château de la Mothe, construit aux XVe et XVIe siècles, abrite au cœur de son parc ombragé un if âgé, que la légende date millénaire.

### Personnalités liées à la commune
- Christophe Claveau, dit le « Capitaine Puyviault », seigneur de ce lieu, célèbre chef huguenot au temps des guerres de Religion, compagnon d'armes d'Henri de Navarre, Soubise et Coligny ; il fut l'une des premières victimes du massacre de la Saint-Barthélémy à Paris, le 24 aout 1572.
- Alphonse de Châteaubriant, écrivain qui passa sa jeunesse au château de la Mothe, au début du XXe siècle, auteur de romans La Brière et Monsieur des Lourdines.
- Henri Gault, journaliste gastronomique et créateur du célèbre guide Gault et Millau, propriétaire du château de la Motte (en 1973), où il est décédé le 9 juillet 2000.

### Héraldique
| Blason | Blasonnement : Taillé : au premier, d'azur au buste de Saint Sulpice d'argent, nimbé d'or, issant d'une nuée aussi d'argent ; au second, de gueules au château couvert d'or posé sur une motte alésée de sinople chargée d'une onde d'azur, surmonté d'une fleur de lys d'argent. |